# پوتریا کایمیتو
پوتریا کایمیتو (نام علمی: Pouteria caimito) نام یک گونه از تیره چیکوئیان است.